# Дуговой разряд с накалённым катодом

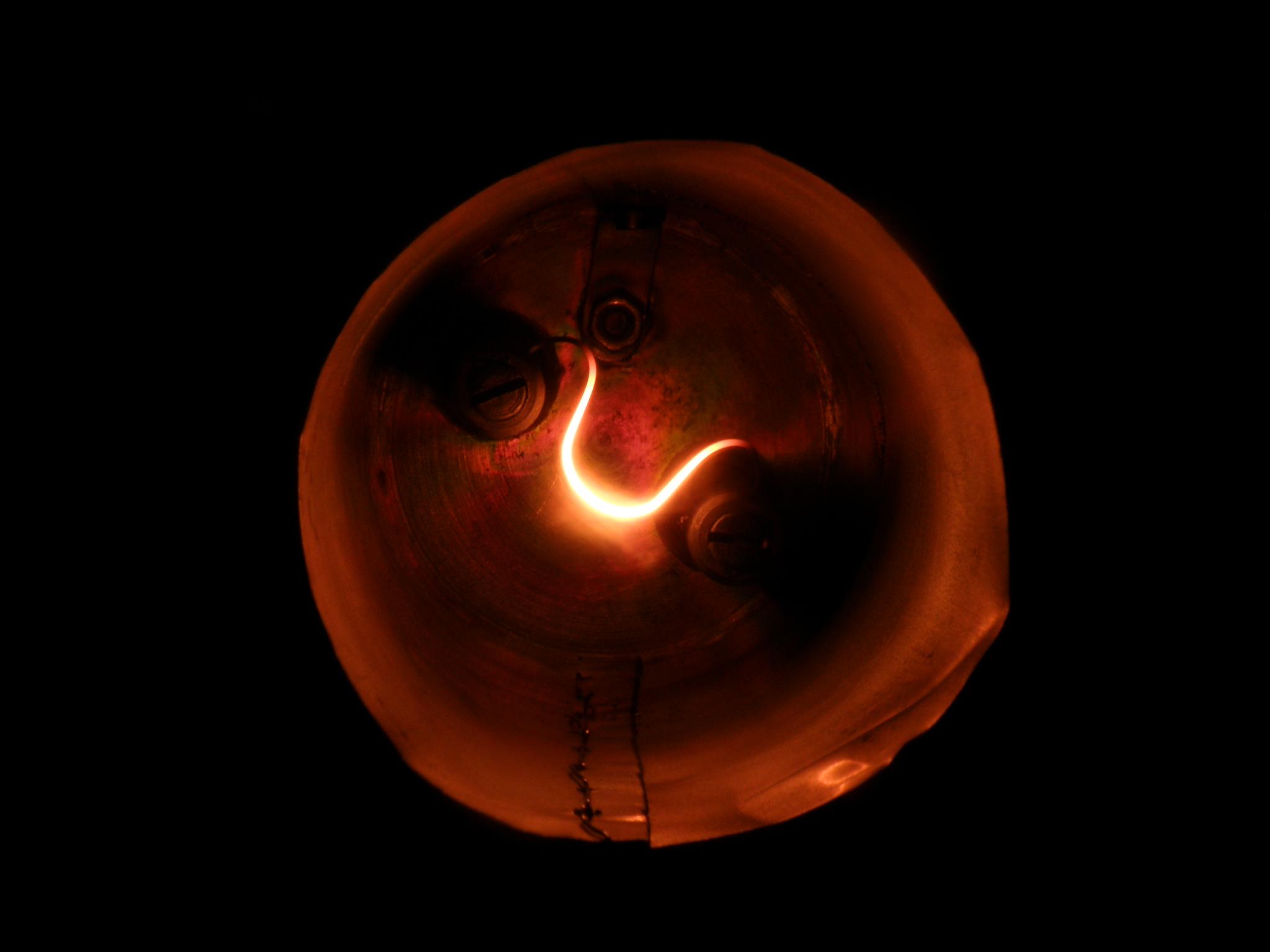
Накалённый катод

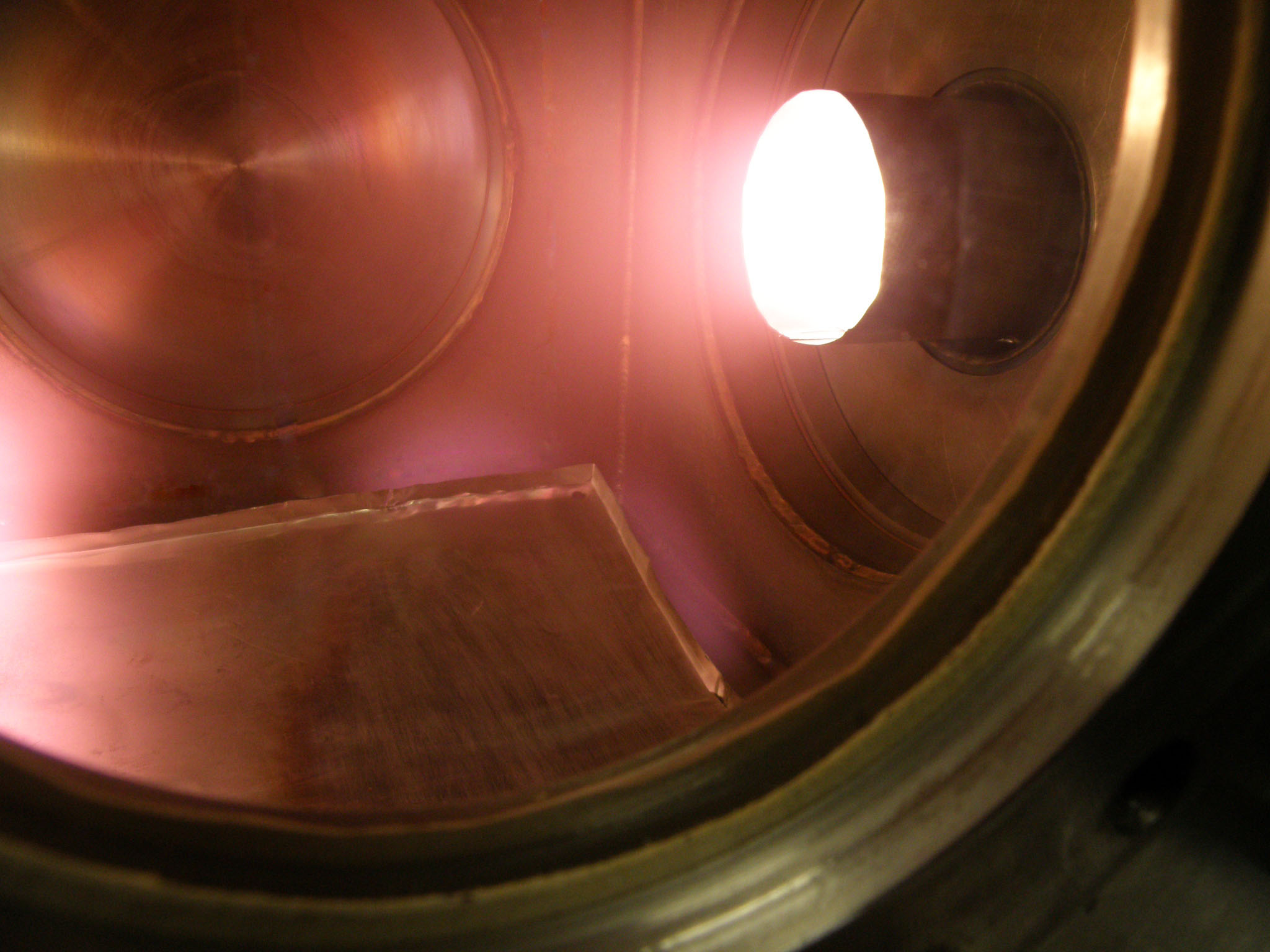
Дуговой разряд с накаленным катодом

Дуговой разряд с накалённым катодом — несамостоятельный дуговой разряд, в котором основным источником электронов является термоэлектронная эмиссия, для чего катод искусственно разогревается от вспомогательного устройства. Электроны, испускаемые накалённым катодом, способствуют возникновению и горению разряда. Почти все напряжение между его электродами приходится на область вблизи анода, а остальное пространство камеры заполняется однородной светящейся плазмой, имеющей почти потенциал анода. Дуговой разряд данного типа позволяет получать однородную газоразрядную плазму с высокой плотностью в объёмах до нескольких кубических метров. Заметим, что данный разряд является источником неравновесной плазмы, то есть температура электронов составляет десятки тысяч градусов в то время как температура ионов и нейтральных атомов остаётся комнатной.

## Электрическая схема

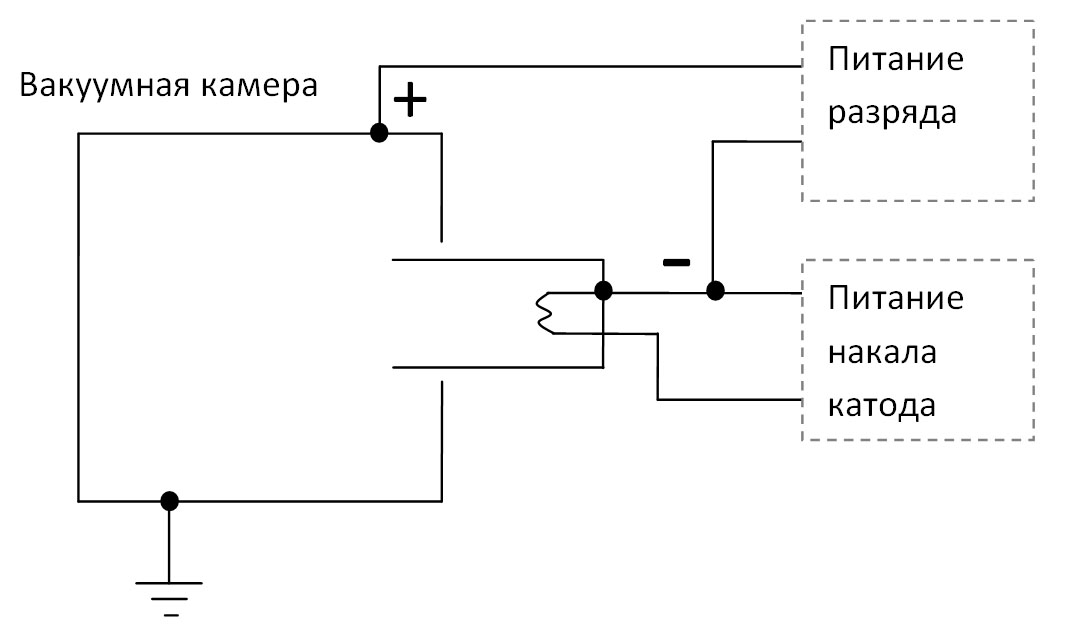
Электрическая схема дугового разряда с накалённым катодом

## Механизм
Испущенные накалённым катодом электроны вылетают из тонкого катодного слоя с почти одинаковыми скоростями и ионизуют газ, образуя плазму, которая заполняет остальной объем. Ионизации осуществляется прямыми и ступенчатыми ударами. Плазма взаимодействует с катодным слоем таким образом, что в слой из плазмы поступает столько ионов, сколько необходимо для поддержания стационарного режима разряда.
На катоде любой дуги происходят типичные для неё процессы, обеспечивающие большой разрядный ток. В дуге с накалённым катодом таким наиболее важным процессом является рассеивание положительными ионами отрицательного объёмного заряда, порождаемого вблизи катода термоэлектронами.
В приборах, использующих дуговой разряд, линейные размеры электродов, разрядного промежутка и сосуда выбираются обычно одного порядка, благодаря чему не развивается положительный столб. Поэтому целесообразно принять, что дуга построена из двух взаимодействующих между собой простейших форм разряда: тонких слоёв, покрывающих стенки трубки и электроды, и плазмы, заполняющей остальной объем разряда.
В слое, покрывающем электрод, возникает сильное электрическое поле, вызванное действием нескомпенсированных объёмных зарядов, которые экранируют возмущение, вносимое в плазму электродом. Это возмущение не простирается дальше толщины слоя катодного слоя
Распределение потенциала φ и поля E в слое рассчитывается по уравнению Пуассона:
{\displaystyle -\nabla ^{2}\varphi =\mathrm {div} E=4\pi e_{0}(n_{p}-n_{e})},
Где {\displaystyle n_{p}} и {\displaystyle n_{e}} — концентрация электронов и ионов. В зависимости от природы слоя в нем возможно как {\displaystyle n_{p}\gg n_{e}}, так и {\displaystyle n_{e}\gg n_{p}} . В целом же плазма квазинейтральна, и в ней градиент потенциала значительно меньше среднего поля в слое.
Явления, протекающие вблизи катода, существенно зависят от величины разрядного тока по сравнению с током эмиссии (током насыщения), который при неизменной температуре может создать катод без влияния внешнего поля.
Режим работы катода называется свободным, если разрядный ток не превосходит тока эмиссии, и несвободным, когда превосходит.

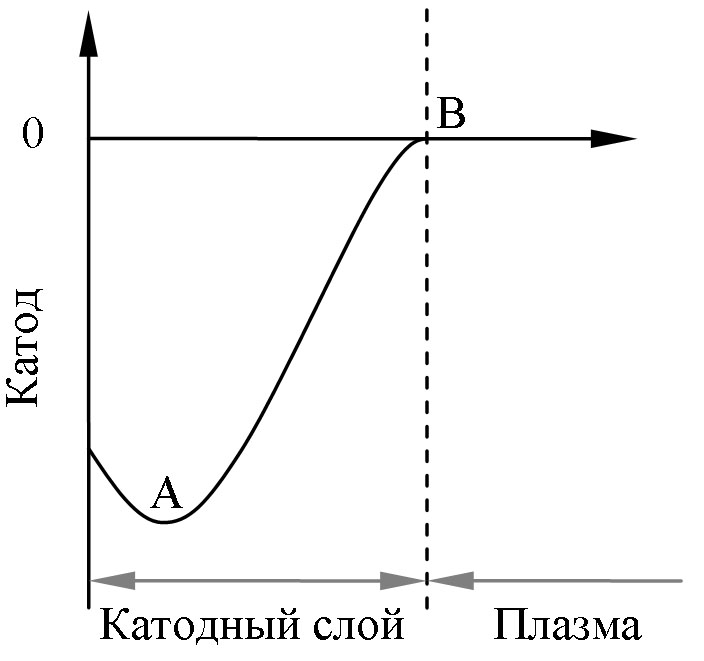
Распределение потенциала в катодном слое в свободном режиме

В свободном режиме эмиссионная способность катода используется не полностью. Это объясняется тем, что вблизи катода потенциал проходит через минимум, обладая меньшим значением, нежели потенциал катода, отчего часть электронов, которые покидают катод с достаточно малыми скоростями, не могут прорваться через минимум потенциала в плазму и возвращаются обратно на катод.
Электрическое поле в катодном слое обращается в нуль дважды — в минимуме потенциала (точка A) и на границе слоя с плазмой (точка B). Таким образом, расчёт катодного слоя в свободном режиме сводится к интегрированию уравнения Пуассона при заданных потенциалах катода, границы плазмы и краевых условиях {\displaystyle E_{A}=0}, {\displaystyle E_{B}=0}.
В предельном случае, когда разрядный ток равен току эмиссии, электрическое поле не способствует, но и не препятствует выходу электронов из катода, минимум потенциала исчезает, на поверхности катода поле обращается в нуль и все электроны, испущенные катодом, проходят в плазму.
При несвободном режиме разрядный ток может в несколько раз превосходить ток эмиссии. Это обстоятельство приводит к предположению, что в данном случае начинают сказываться такие явления, как разогрев катода, эффект Шоттки и вырывание электронов положительными ионами.
Катодное падение потенциала несколько больше, чем в случае свободного режима, минимум потенциала вблизи катода отсутствует, а электрическое поле обращается в катодном слое в ноль только на границе с плазмой.

## Вольтамперная характеристика
Внешние проявления, механизм разряда сильно зависят от условий его существования: давления и чистоты газа, силы тока, формы баллона, сопротивления во внешней цепи и т. п. Рассмотрим вольтамперную характеристику дуги при давлении > 0,1 мм.рт.ст.

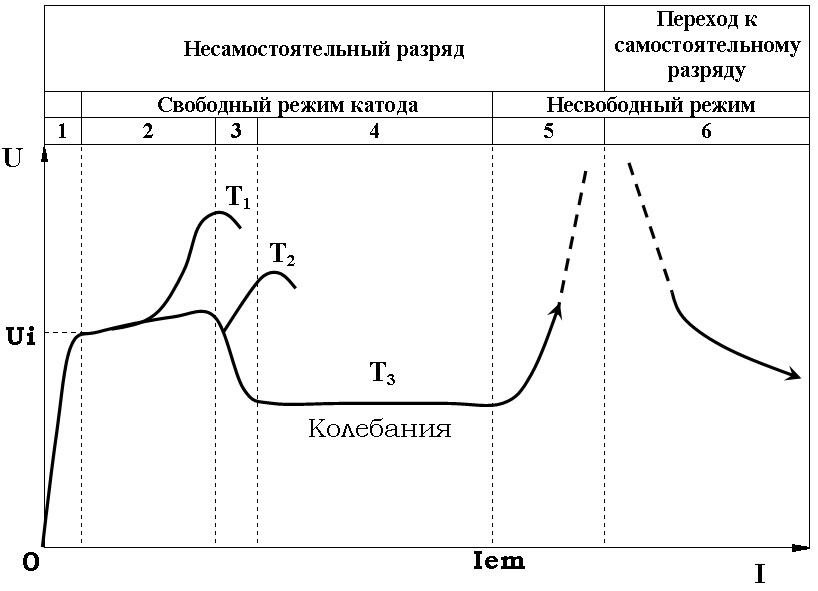
Схематическое изображение вольтамперной характеристики дугового разряда с накалённым катодом

Всю характеристику можно разбить на несколько частей, соответствующих различным токам.
В области токов 1 напряжение дуги ниже потенциала ионизации {\displaystyle U_{i}}, и происходит чисто электронный разряд в газе (с упругими соударениями).
Когда напряжение дуги превосходит потенциал ионизации, разрядный ток резко возрастает (область 2), а напряжение дуги меняется довольно мало. В газе происходят в основном прямые ионизирующие соударения.
При дальнейшем росте тока (область 3), напряжение дуги резко уменьшается. Здесь происходит заметная ступенчатая ионизация, благодаря чему ионизирующая способность каждого электрона возрастает.
В четвертой области напряжение дуги очень слабо зависит от величины разрядного тока, оставаясь почти неизменным.
При дальнейшем увеличении тока в пятой области происходит увеличение напряжения, и в шестой области разряд переходит в с
самостоятельный.
В областях 3 и 6 дуга обладает падающей характеристикой и её сопротивление отрицательно. В третьей области при давлениях от 0,3 мм рт. ст. и выше иногда наблюдаются релаксационные, несинусоидальные колебания напряжения дуги.
При более низких давлениях эти колебания не возникают, но появляются более высокочастотные плазменные колебания ({\displaystyle f=10^{6}} Гц), которые происходят также и в области 4, где их интенсивность падает по мере приближения к току эмиссии Iem.
Если постепенно понижать температуру T катода и тем самым уменьшать ток эмиссии, сохраняя неизменным давление газа, то область 4 будет уменьшаться и перемещаться по характеристике вверх (на рисунке {\displaystyle T_{1}<T_{2}<T_{3}}).

## Применение
Несамостоятельный дуговой разряд с накалённым катодом используется для поверхностной обработки изделий: плазменной очистки, травления, активации и др. В прошлом дуговой разряд с накалённым катодом широко использовался в мощных газоразрядных электронных приборах: тиратронах, игнитронах, газотронах.